# Max Hastings
Sir Hugh Macdonald Max Hastings, FRSL (28 de dezembro de 1945) é um  jornalista, editor, historiador e autor britânico. Ele é o filho de Macdonald Hastings, também jornalista e correspondente de guerra britânico, e de Anne Scott-James, editora ocasional do Harper's Bazaar.

## Vida e carreira
Hastings foi educado em Charterhouse School e na University College, Oxford, de onde saiu depois de um ano. Em 1967-68 ele foi aos Estados Unidos como bolsista do World Press Institute, logo após ele publicou seu primeiro livro, The Fire This Time onde descreve a tumultuada eleição  na América em 1968. Voltando a Londres ele tornou-se  correspondente estrangeiro para a televisão inglesa BBC e para o Evening Standard tendo viajado para mais de sessenta países relatando onze guerras. Hastings foi o primeiro jornalista a entrar em  Port Stanley durante a Guerra das Malvinas em 1982. Após dez anos como editor e depois editor-chefe do Daily Telegraph, ele voltou para o Evening Standard como editor em 1996 até sua aposentadoria em 2002.
Ele recebeu o título de cavaleiro em 2002. 
Ele atualmente escreve uma coluna para o jornal Daily Mail , e contribui com artigos para outras publicações como The Guardian, The Sunday Times e The New York Review of Books.

## Obras
Max Hastings tem se destacado como historiador com a publicação de obras sobra as duas grandes guerras, fundamentadas em ampla pesquisa. Duas obras suas foram publicadas no Brasil pela editora Intrínseca, em tradução dos originais em inglês. Inferno: o mundo em guerra 1939-1945, publicada em 2012 e Catástrofe: 1914 a Europa vai à guerra, publicada em 2014.
Em ambas as obras nota-se um uso amplo de fontes documentais, privilegiando aspectos do cotidiano das populações envolvidas nos conflitos e usando depoimentos de pessoas envolvidas. As principais fontes são cartas e memórias, dando enfoque a aspectos menos conhecidos dos conflitos
Uma lista desatualizada de sua produção em inglês:
- America, 1968: The Fire This Time (Gollancz, 1969) ISBN 0-575-00234-4
- Ulster 1969: The Fight for Civil Rights in Northern Ireland (Gollancz, 1970) ISBN 0-575-00482-7
- Montrose: The King's Champion (Victor Gollancz Ltd|Gollancz, 1977) ISBN 0-575-02226-4
- Bomber Command (Michael Joseph, 1979) ISBN 0-7181-1603-8
- Battle of Britain escrito por Len Deighton e Max Hastings (Jonathan Cape, 1980) ISBN 0-224-01826-4
- Yoni — Hero of Entebbe: Life of Yonathan Netanyahu (Weidenfeld & Nicolson, 1980) ISBN 0-297-77565-0
- Das Reich: Resistance and the March of the Second SS Panzer Division Through France, June 1944 (Michael Joseph, 1981) ISBN 0-7181-2074-4
- Das Reich: March of the Second SS Panzer Division Through France (Henry Holt & Co, 1982) ISBN 0-03-057059-X
- The Battle for the Falklands por Max Hastings, Simon Jenkins (W W Norton, 1983) ISBN 0-393-01761-3, (Michael Joseph, 1983) ISBN 0-7181-2228-3
- Overlord: D-Day and the Battle for Normandy (Simon & Schuster, 1984) ISBN 0-671-46029-3
- The Oxford Book of Military Anecdotes (ed.) (Oxford University Press, 1985) ISBN 0-19-214107-4
- Victory in Europe (Weidenfeld & Nicolson, 1985) ISBN 0-297-78650-4
- The Korean War (Michael Joseph, 1987) ISBN 0-7181-2068-X, (Simon & Schuster, 1987) ISBN 0-671-52823-8
- Outside Days (Michael Joseph, 1989) ISBN 0-7181-3330-7
- Victory in Europe: D-Day to V-E Day (Little Brown & C, 1992) ISBN 0-316-81334-6
- Scattered Shots (Macmillan, 1999) ISBN 0-333-77103-6
- Going to the Wars (Macmillan, 2000) ISBN 0-333-77104-4
- Editor: A Memoir (Macmillan, 2002) ISBN 0-333-90837-6
- Armageddon: The Battle for Germany 1944-45 (Macmillan, 2004) ISBN 0-333-90836-8
- Warriors: Exceptional Tales from the Battlefield (HarperPress [UK], 2005) ISBN 978-0-00-719756-9
- Country Fair (HarperCollins, October 2005) ISBN 0-00-719886-8.  288 pp
- Nemesis: The Battle for Japan, 1944-45 (HarperPress [UK], October 2007) ISBN 0-00-721982-2 (reeditada Retribution: The Battle for Japan, 1944-45; Estados Unidos; Knopf editora; ISBN 978-0-307-26351-3)

- Finest Years: Churchill as Warlord, 1940-45. London, HarperPress, 2009. ISBN 978-0-00-726367-7 (reeditada Winston's War: Churchill, 1940-1945 nos Estados Unidos pela Knopf, 2010, ISBN 978-0-307-26839-6)

- Did You Really Shoot the Television?: A Family Fable. London, HarperPress, 2010. ISBN 978-0-00-727171-9
- All Hell Let Loose: The World At War, 1939-1945. London, HarperPress, September 29, 2011. ISBN 978-0-00-733809-2 (reditada Inferno: The World At War, 1939-1945 for US release by Knopf, November 1, 2011, ISBN 978-0-307-27359-8. 729 pp)

## Filmografia
- Wellington Bomber, Documentario da BBC (2010)